# Schi alpin
Schiul alpin este un sport de iarnă care constă în coborârea unor pante pe zăpadă, prin anumite puncte de trecere obligatorii, numite „porți”, cu schiuri cu legături cu călcâi fix. 
Schiul alpin a fost introdus ca probă la Jocurile Olimpice începând cu ediția din 1936.
Schiatul a evoluat de la schiul fond, datorită dezvoltării infrastructurii echipamentelor de transport a oamenilor (teleferice) în stațiunile de munte prin acestea schiorii erau duși până în vârful celor mai înalte pante, astfel încât bucuria coborârii pantelor lungi care altădată erau prea greu de urcat se putea face de mai multe ori. Acest sport este popular oriunde ninge sau există zăpadă combinată cu pante ale munților și infrastructură. Astfel pârtii de schi se găsesc în Europa, America de Nord, Japonia, dar nu numai acolo.

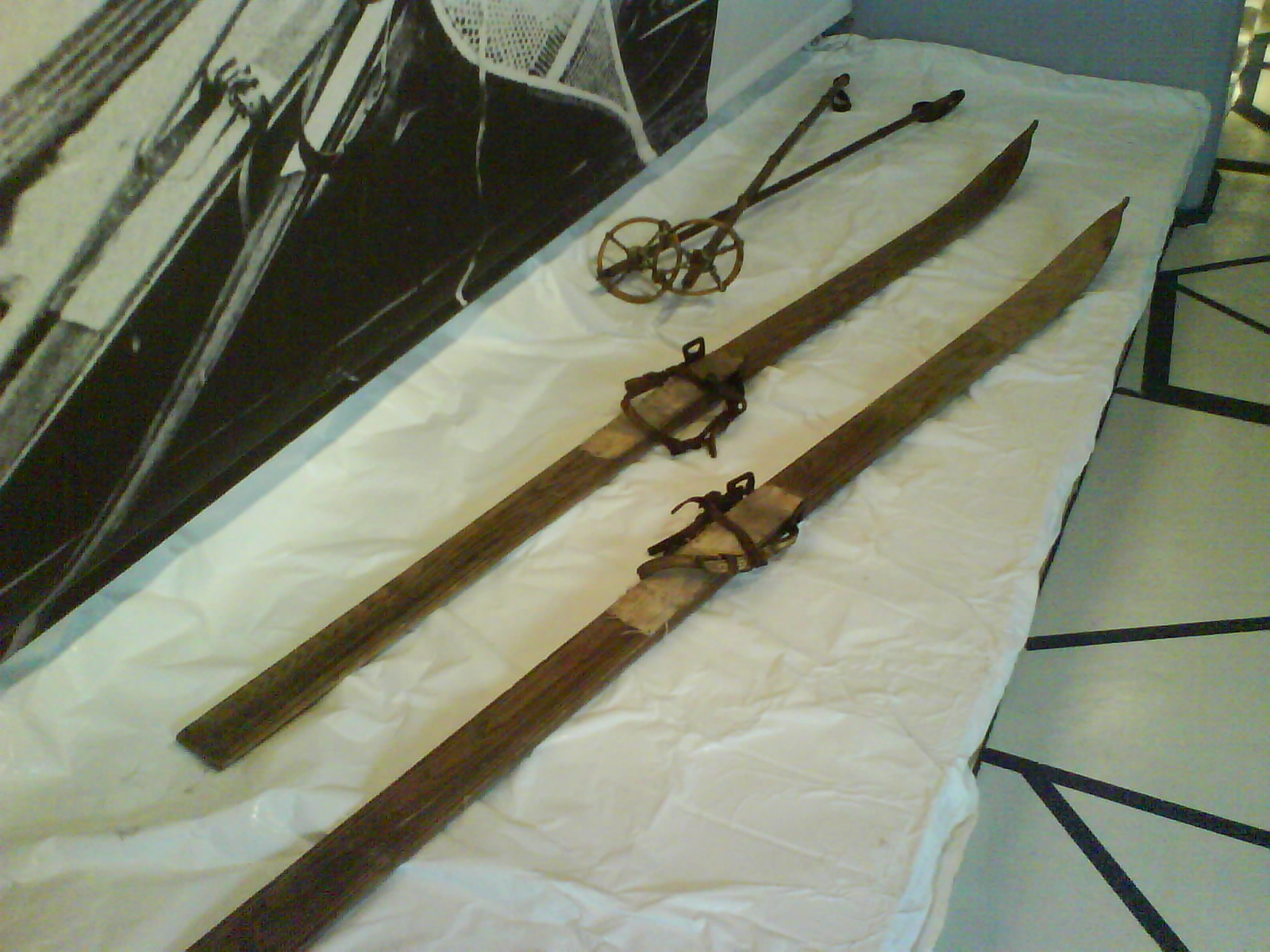
Schiuri și legături de la începutul secolului XX

Principala preocupare tehnică a schiorilor este cum să își mențină schiurile paralele, direcția de mers și viteza. Pentru ca să întoarcă sau să oprească schiurile schiorii folosesc metode cum ar fi „cristianele”. Pentru a face o cristiană, schiorul trebuie să își lase greutatea pe piciorul opus direcției virajului, adică pe piciorul din exterior dar în același timp să își mențină corpul într-o poziție în care fața sa fie înainte către vale, astfel încât numai genunchii și picioarele să se rotească. Această metodă este mult mai rapidă și se folosește la concursurile de coborâre. 
Ca schior câștigi încredere atunci când schiezi pe o pârtie mai abruptă, mai lungă și mai rapidă. În Europa dificultatea pârtiilor se dă de culori, de la albastre, cele mai ușoare, urmate de roșii și negre, acestea din urmă fiind cele mai dificile. Totuși nu există o regulă peste tot astfel încât fiecare stațiune poate să își determine singură modul de marcare a dificultății pârtiilor.

## Competiții

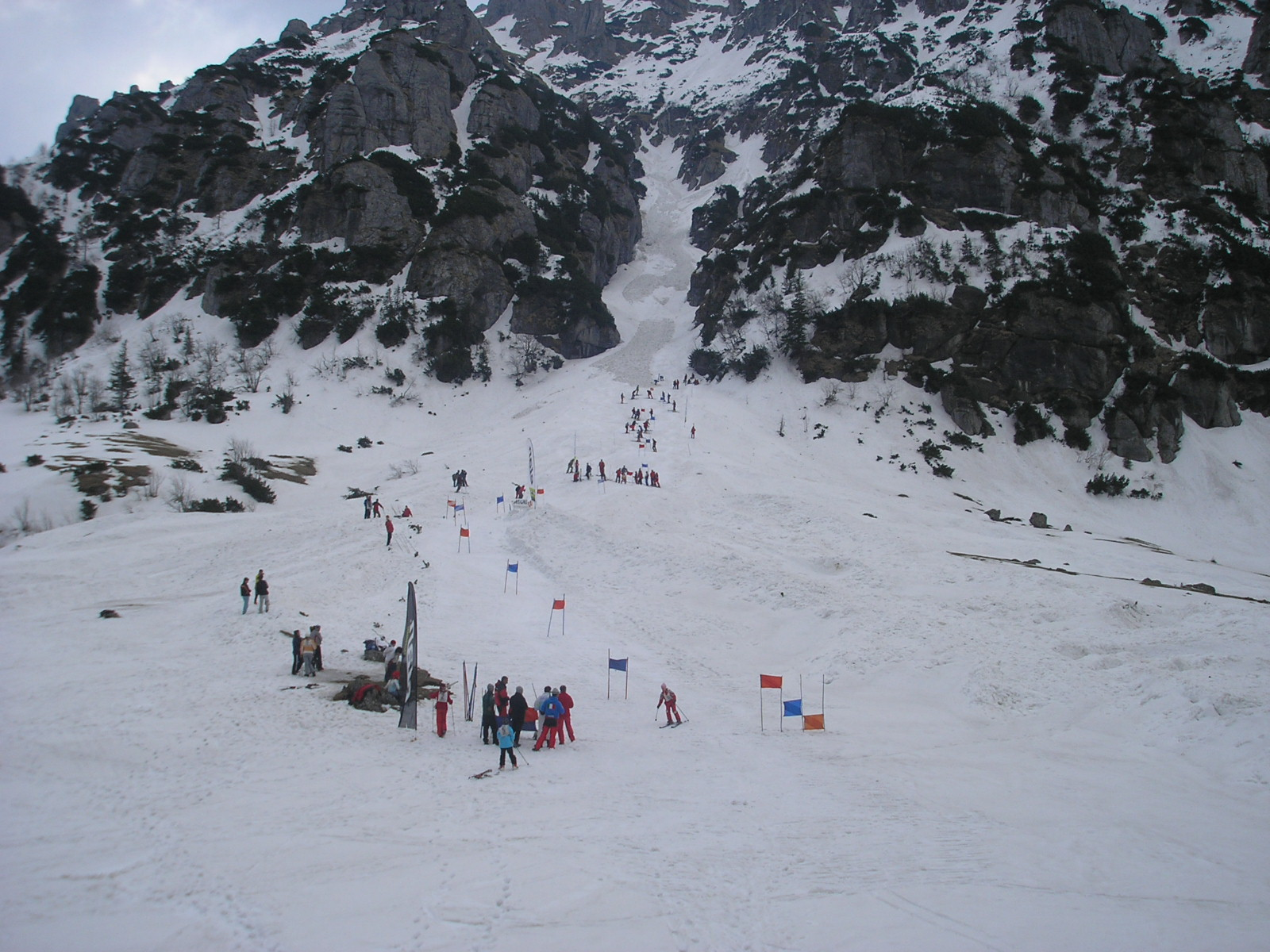
1 mai - Renumitul concurs de schi din Valea Mălăiești

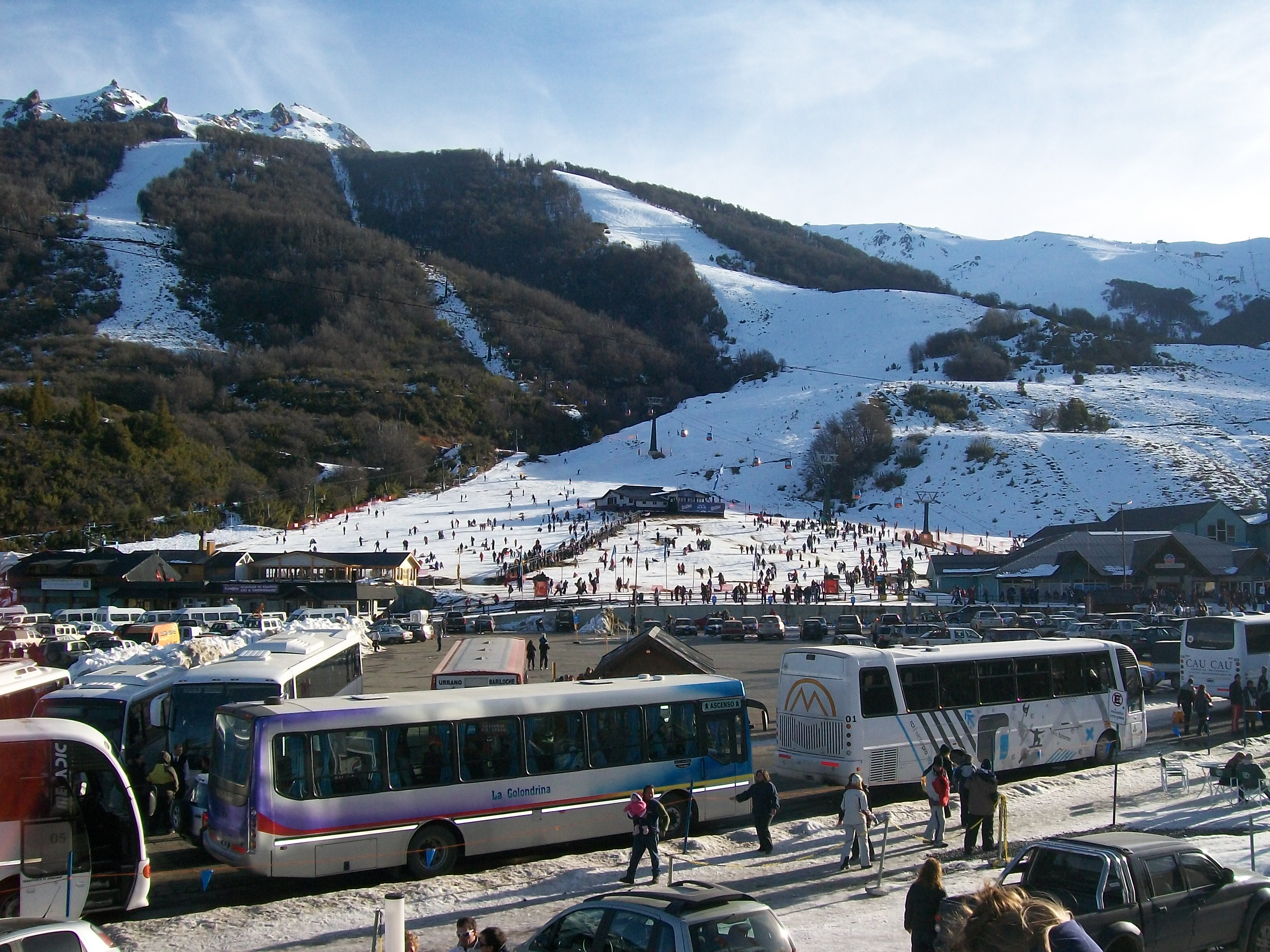
Melodii de schi alpin în Bariloche (Argentina)

Diferite competiții alpine s-au dezvoltat de când se schiază, cei mai buni dintre schiori participă la Cupa Mondială organizată anual cât și la Olimpiada de iarnă. Competiția sportivă a schiului este împărțită în cinci discipline: slalom, slalom uriaș, superG, coborâre și combinata alpină. Tot in Munții Bucegi, în fiecare an, la 1 mai se desfășoară renumitul concurs de schi din Valea Mălăiești. Discipline extrem: schi artistic, mogule și schi acrobatic.

## Ocolirea carve
Ocolirea tăiată sau virajul carve se definește ca fiind ocolirea în care cantul schiului urmează traiectoria ocolirii, generând pe zăpadă o urmă sub forma unui arc de cerc, cu un derapaj minim sau inexistent (apud. prof. dr. Petru Grigoraș. 2002). Specifică tehnicii carve, este repartizarea greutății majoritar pe schiul intern, grație coborârii centrului de greutate cât mai aproape de sol. În cazul schiului alpin, construcția schiurilor dă posibilitate schiorilor să efectueze viraje tăiate pentru a conserva viteza sau a accelera. Elementele importante în carving (eng. to carve = a tăia) sunt reprezentate de balans și schimbul de greutate specific. Într-o ocolire carve, derapajul este eliminat datorită efectului sidecut, care definește cu exactitate traiectoria de urmat. Carvingul are două forme de manifestare, date de caracterul competițional și forma de agrement.

## Echipament

### Schiuri
În cadrul gamei de dimensiuni de schi există mai multe motive pentru a alege un schi mai scurt sau mai lung. Un schi mai scurt este mai ușor de controlat, dar nu la fel de stabil ca schiul mai lung. Un schi cu o talie mai subțire și o rază mai mică a turei poate fi folosit cu o lățime mai mică decât un schi de tip  all-mountain  sau  freeride  cu o rază mai mare a turei și o lățime mai mică a taliei. Schiurile  rocker  sunt mai ușor de pivotat între rotiri și pot fi folosite puțin mai mult decât schiurile  camber  comparabile.
Motive pentru a alege un schi scurt:
- schior începător sau intermediar;
- greutate mai mică decât media pentru înălțimea schiorului;
- comode pentru întoarceri scurte și rapide;
- schi pentru carving doar camber, nu rocker.

Motive pentru a alege un schi lung:
- schior rapid și agresiv;
- greutate mai mare decât media pentru înălțimea schiorului;
- pentru ride-urilor pe traseu;
- pentru un schi twin-tip;
- pentru un schi care are o mulțime de rocker.

### Legături schi
Legăturile schi sunt dispozitive folosite pentru conectarea clăparului schiorului la schi. Scopul legării este de a permite schiorului să rămână conectat la schi, dar dacă schiorul cade, legarea îi poate elibera în siguranță de schi pentru a preveni rănirea. Sunt echipamente de siguranță, acestea trebuiesc montate, reglate și testate numai de tehnicieni certificați.

### Clăpari
Clăparii sunt cizmele de schi, fiind unul dintre cele mai importante accesorii pentru schi.
Piciorul fiecăruia este unic și nu există o cale potrivită pentru a se alege fit-ul cu clăparul ca la carte. Mărimea, forma, flexibilitatea și caracteristicile bootului ideal variază în funcție de nivelul abilităților, aspirațiile, înălțimea și greutatea, frecvența zilelor de pe pârtie și alți factori. Datorită construcției și a muncii pe care trebuie să le îndeplinească, clăparii de schi nu vor fi niciodată la fel de confortabili ca pantofii de stradă și nu trebuie să fie potriviți în același mod.

### Căști
Scopul căștilor de schi este de a reduce șansele de a avea un traumatism cranian în timpul schiului. Căștile de schi ajută, de asemenea, să asigure căldură capului deoarece acestea constau dintr-un căptușeală interioară care captează căldura. Căștile sunt disponibile în mai multe stiluri și, în mod obișnuit, constau dintr-o carcasă din plastic dur / rășină cu căptușeală interioară. Căștile de schi moderne pot include multe caracteristici suplimentare, cum ar fi guri de aerisire, apărătoare de căști, căști, ochelari de protecție și suporturi pentru camere.